# Paracrocidura schoutedeni
Paracrocidura schoutedeni es una especie de musaraña de la familia Soricidae.

## Distribución geográfica
Se encuentra en Camerún, República Centroafricana, República del Congo, República Democrática del Congo, Guinea Ecuatorial y Gabón.

## Hábitat
Su hábitat natural son: zonas subtropicales o tropicales húmedas de tierras bajas, bosques